# Strawne (Sejm I Rzeczypospolitej)

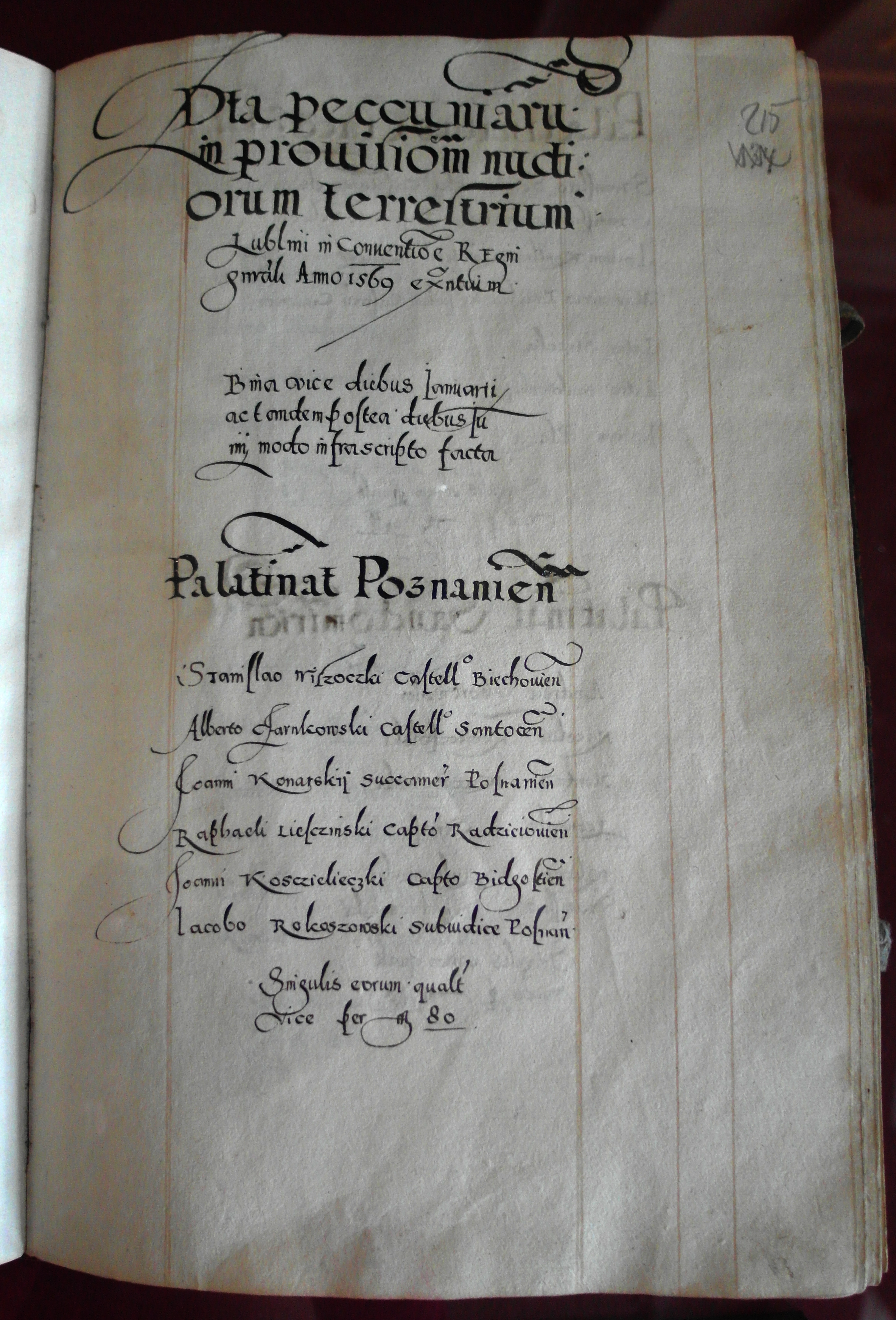
Rejestr wypłaty strawnego posłom koronnym, będącym na sejmie w Lublinie w 1569 roku

Strawne – zryczałtowane wynagrodzenia za uczestnictwo w pracach parlamentu I Rzeczypospolitej.  Imienne wykazy posłów, zapewne najczęściej przygotowywane przez marszałka izby poselskiej, a następnie przekazywane podskarbiemu nadwornemu czy też podskarbiemu koronnemu były podstawą wypłaty strawnego. Wykazy wypłat wciągano następnie do ksiąg tzw. rachunków sejmowych lub rachunków królewskich.